# Иванников, Александр Михайлович
Александр Михайлович Ива́нников (26 декабря 1913 года, Черкасское — 16 марта 1974 года, Алма-Ата) — Герой Советского Союза, командир 169-го гвардейского стрелкового полка 1-й гвардейской стрелковой дивизии 11-й гвардейской армии 3-го Белорусского фронта, гвардии подполковник.

## Биография
Родился 13 (26) декабря 1913 года в посёлке Черкасское, ныне — город Зимогорье Луганской области Украины, в семье рабочего. Русский.
Окончив неполную среднюю школу, работал в Крыму бухгалтером в санатории «Артек».
В Красной Армии с 1935 года. В 1938 году окончил Харьковское военное техническое училище и курсы командного состава. На фронте в Великую Отечественную войну с ноября 1941 года. Член ВКП(б)/КПСС с 1942 года.
Командир 169-го гвардейского стрелкового полка (1-я гвардейская стрелковая дивизия, 11-я гвардейская армия, 3-й Белорусский фронт) гвардии подполковник Александр Иванников в ходе Восточно-Прусской наступательной операции 1945 года умело руководил действиями вверенных ему подразделений стрелкового полка в боях по овладению городом-крепостью Кёнигсберг (ныне — город Калининград).
6 апреля 1945 года полк под командованием гвардии подполковника Иванникова А. М. вышел на его окраины, а на следующий день овладел трамвайным депо и завязал бой за Южный железнодорожный вокзал.
В ночь на 8 апреля 1945 года воины 3-го батальона 169-го гвардейского стрелкового полка первыми ворвались в здание вокзала и заняли его. После этого полк продолжил наступление к центру города.
Форсировав реку Прегель, воины-гвардейцы более трёх часов штурмовали Королевский замок.
Гвардии подполковник Иванников А. М. отличился также, чётко командуя полком в бою за город и военно-морскую базу Пиллау (ныне — город Балтийск Калининградской области).
Указом Президиума Верховного Совета СССР от 5 мая 1945 года за умелое командование стрелковым полком, мужество и героизм, проявленные в борьбе с немецко-фашистскими захватчиками, гвардии подполковнику Иванникову Александру Михайловичу присвоено звание Героя Советского Союза с вручением ордена Ленина и медали «Золотая Звезда» (№ 5371).
После войны А. М. Иванников продолжал службу в армии. В 1947 году он окончил курсы «Выстрел». С 1955 года полковник Иванников А. М. — в запасе.
Жил и работал в бывшей столице Казахстана городе Алма-Ата.
Скончался 16 марта 1974 года, похоронен на Центральном кладбище Алматы.

## Награды
Награждён орденом Ленина (05.05.45), 3-я орденами Красного Знамени (02.01.44; 01.07.44; 15.04.45), орденами Александра Невского (13.08.43), Красной Звезды (15.11.50), медалью «За боевые заслуги» (06.11.45), другими медалями.

## Память
- Памятная доска, посвящённая командиру стрелкового полка А. М. Иванникову, установлена на Южном вокзале Калининграда, на которой высечено:

В ночь на 8 апреля 1945 года первыми с боем ворвались в здание вокзала воины 169-го гвардейского Краснознаменного стрелкового полка под командованием гвардии подполковника Иванникова А. М.
- 6 мая 1975 года Монетная улица Калининграда была переименована в улицу имени Героя Советского Союза А. М. Иванникова.